# Igino Eugenio Cardinale
Igino Eugenio Cardinale (Fondi, 14 ottobre 1916 – Bruxelles, 24 marzo 1983) è stato un arcivescovo cattolico italiano.

## Biografia
Nacque il 14 ottobre 1916 a Fondi, in provincia di Latina ed arcidiocesi di Gaeta, da Gaetano e sua moglie Uliana Cimino. Emigrò con la famiglia negli Stati Uniti d'America, ma tornò da Boston in Italia nel 1918. Suo padre prestò servizio nell'Esercito Italiano come ufficiale di cavalleria e ritornarono negli Stati Uniti d'America dopo la fine della Prima guerra mondiale. Trascorse la sua infanzia a Boston e studia presso la St. Agnes Academy in New York.

### Formazione e ministero presbiterale
Tornato in Italia, dopo aver deciso di diventare sacerdote a 12 anni, studiò presso i seminari di Gaeta, Salerno, Posillipo e Roma e fu ordinato presbitero per l'arcidiocesi di Napoli il 13 luglio 1941, a 24 anni. Dopo aver studiato presso la Pontificia accademia ecclesiastica, entrò nel servizio diplomatico della Santa Sede nel 1946. I suoi primi incarichi lo portarono in Egitto, Palestina, Transgiordania, Arabia e Cipro e tornò a Roma nel 1952 per motivi di salute.
Ottenuto il titolo di consigliere della Segreteria di Stato della Santa Sede, fu nominato capo del protocollo il 30 settembre 1961 e l'anno successivo divenne sottosegretario della Commissione responsabile dell'organizzazione del Concilio Vaticano II. La sua posizione in Vaticano lo rende una fonte importante per la stampa. Dopo la morte di papa Giovanni XXIII fornì ai giornalisti il resoconto sul suo pontificato, riguardo la politica sia interna sia internazionale.

### Ministero episcopale
Il 4 ottobre 1963, a 47 anni, papa Paolo VI lo nominò arcivescovo titolare di Nepte e delegato apostolico in Gran Bretagna e lo stesso pontefice lo consacrò arcivescovo il 20 ottobre successivo presso la basilica di San Pietro in Vaticano, co-consacranti gli arcivescovi Pietro Sigismondi, segretario della Sacra Congregazione de Propaganda Fide, e Sergio Pignedoli, delegato apostolico in Africa Occidentale. Ricoprendo questo incarico, riuscì ad ottenere una sospensione per un sacerdote licenziato come direttore di una rivista religiosa per aver definito la Chiesa palesemente corrotta in un editoriale. Nel luglio 1967 a Coventry fu il primo cattolico a predicare in una cattedrale anglicana.
Nominato nunzio apostolico in Belgio il 19 aprile 1969, fu scelto anche come nunzio in Lussemburgo il 9 maggio successivo e, quando la Santa Sede stabilì legami diplomatici con la Comunità economica europea nel 1970, fu nominato nunzio apostolico presso tale organizzazione internazionale. Ricoprì anche il ruolo di inviato speciale e rappresentante permanente presso il Consiglio d'Europa, da cui rassegnò le dimissioni nel marzo 1983. Morì a Bruxelles, presso la nunziatura apostolica, per un'infezione del sangue il 24 marzo 1983, all'età di 66 anni, lasciando ai posteri un libro sulla diplomazia vaticana e uno sulle onorificenze.
Nel corso del suo ministero episcopale, partecipò alla seconda e alla quarta sessione del Concilio Vaticano II.

## Curiosità
- Meriol Trevol racconta un aneddoto riguardo al suo rapporto con papa Giovanni XXIII:

(Meriol Trevor, Papa Giovanni: Beato Giovanni XXIII)
- Dopo il funerale, presieduto dal cardinale Agostino Casaroli, segretario di Stato della Santa Sede, presso la basilica di San Pietro in Vaticano il 28 marzo 1983, viene sepolto presso il cimitero di Castel di Guido in Roma.

## Genealogia episcopale e successione apsotolica
La genealogia episcopale è:
- Cardinale Scipione Rebiba
- Cardinale Giulio Antonio Santori
- Cardinale Girolamo Bernerio
- Arcivescovo Galeazzo Sanvitale
- Cardinale Ludovico Ludovisi
- Cardinale Luigi Caetani
- Cardinale Ulderico Carpegna
- Cardinale Paluzzo Paluzzi Altieri degli Albertoni
- Papa Benedetto XIII
- Papa Benedetto XIV
- Papa Clemente XIII
- Cardinale Marcantonio Colonna
- Cardinale Giacinto Sigismondo Gerdil
- Cardinale Giulio Maria della Somaglia
- Cardinale Carlo Odescalchi
- Cardinale Costantino Patrizi Naro
- Cardinale Lucido Maria Parocchi
- Papa Pio X
- Papa Benedetto XV
- Cardinale Eugenio Pacelli
- Cardinale Eugène Tisserant
- Papa Paolo VI
- Arcivescovo Igino Eugenio Cardinale

La successione apostolica è:
- William Gordon Wheeler (1964)
- Joseph Francis Cleary (1965)
- Bernard James Murphy (1967)
- Colin Aloysius MacPherson (1969)